# E io ci sto (Luca Carboni)
E io ci sto è una cover di un brano musicale di Rino Gaetano, incisa da Luca Carboni nell'album Solo con io nel 2014 e pubblicata nello stesso anno, il 24 ottobre, come singolo.